# Alejandro de los Santos
Alejandro Nicolás de los Santos (Paraná, 17 maggio 1902 – 16 febbraio 1982) è stato un calciatore argentino, di ruolo attaccante.

## Caratteristiche tecniche
Giocava come interno sinistro, centravanti e ala sinistra.

## Palmarès

### Nazionale
- Campeonato Sudamericano de Football: 1

Argentina 1925